# Akregator
Akregator（アクリゲータ）は自由ソフトウェアのフィードアグリゲータであり、KDE に含まれている。RSS と Atom の両方をサポートする。フィードはカテゴリーに並べ変えることができる。Akregator は特定のカテゴリー内の全てのフィードを新しいエントリーのリストに集める。そうすることにより、例えば、カテゴリー「政治」内のすべてのニュースは一つのリストに表示できる。データベース中のすべてのエントリーのタイトルに対するインクリメンタルサーチ機能がある。
Akregator で一定間隔でフィードを取得するように設定できる。ユーザはすべてのフィード、個々のフィード、あるいは選択したカテゴリー内のフィードの取得の要求を手動で行える。フィードアイコンをサポートし、KHTML を内部のタブブラウザとして組み込んでいる。他の外部ブラウザも呼び出せる。
Akregator は 3.4 リリースから KDE の一部であり、kdepim モジュールとして配布されている。